# Dardanus nudus
Dardanus nudus is een tienpotigensoort uit de familie van de Diogenidae. De wetenschappelijke naam van de soort is voor het eerst geldig gepubliceerd in 2009 door Ayón Parente & Hendrickx.